# 5 ore violente a Soho
5 ore violente a Soho, anche distribuito come Cinque ore violente a Soho (The Small World of Sammy Lee) è un film drammatico del 1963 diretto da Ken Hughes.

## Trama
Sammy Lee, presentatore degli spogliarelli ad uno strip club di Soho, deve trovare trecento sterline da consegnare a Conner, un allibratore clandestino. Se non riuscisse a trovare il denaro in poche ore, Sammy se la dovrà vedere con gli scagnozzi di Conner, noti per i loro metodi brutali.

## Produzione
Nel 1958, a Ken Hughes venne chiesto di adattare il suo dramma televisivo, Sammy in un film, ma rifiutò l'idea. Nel 1959, venne annunciato che Hughes stava realizzando il film per la Warwick Productions, però Hughes non aveva ancora scritto una sceneggiatura.
Alla fine decise di adattarlo, ma non gli piacque ciò che realizzò. Perciò riscrisse daccapo la sceneggiatura, e questa versione invece gli piacque.
Nel giugno del 1962, venne annunciato che Anthony Newley avrebbe fatto parte del cast. Newley definì il film come "il dramma del perdente perenne."
Il film venne co-prodotto da Kenneth Hyman, della Seven Arts Productions. Fu uno dei primi film distribuiti dalla Seven Arts.
Julia Foster interpretava la protagonista femminile. Ha detto che Ken Hughes era "spaventoso... e mi ha spaventata". Ha anche detto che quando lo ha affrontato, lui le ha detto che aveva intenzione di farla sentire più vulnerabile. La Foster appare nuda nel film, avvenimento raro all'epoca.

## Distribuzione
In Gran Bretagna, il film venne distribuito dalla British Lion Films, dalla Seven Arts Pictures e dalla Bryanston Films.
In Italia, il film venne distribuito dalla DEAR Film.